# کولووا
کولووا (به چکی: Kolová) یک منطقهٔ مسکونی در جمهوری چک است که در ناحیه کارلووی واری واقع شده‌است. کولووا ۷٫۰۳ کیلومتر مربع مساحت و ۶۹۸ نفر جمعیت دارد و ۵۷۵ متر بالاتر از سطح دریا واقع شده‌است.